# GNU bison
GNU bison je generátor syntaktického analyzátoru a je součástí projektu GNU. Bison převádí zadanou gramatiku na program v jazyce C, C++ nebo Java, který přijímá tokeny této gramatiky (LALR analyzátor). Také dokáže vytvořit GLR (GLR) analyzátory pro nejednoznačné gramatiky.
Bison je z větší části kompatibilní s programem Yacc, ale nabízí několik vylepšení. Často se používá zároveň s automatickým lexikálním analyzátorem Flex.
Tento program je volně k dispozici ve formě zdrojového kódu.